# Costachorema psaropterum
Costachorema psaropterum är en nattsländeart som beskrevs av Mcfarlane 1939. Costachorema psaropterum ingår i släktet Costachorema och familjen Hydrobiosidae. Inga underarter finns listade i Catalogue of Life.